# Studio Gotlib
Le Studio Gotlib est un studio d'animation créé par l'auteur de bandes dessinées Marcel Gotlib.

## Production
Leur plus grande création est La Coccinelle de Gotlib en 1995.